# Helena Mercier
Helena (of Hélène) Mercier (Amsterdam, 17 oktober 1839 - Amsterdam, 1 februari 1910) was een Nederlands schrijfster en sociaal-liberaal feministe. Zij was een pionier op het gebied van het maatschappelijk werk.

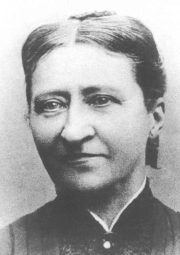
Helena Mercier (1839-1910)

## Jeugd
Mercier groeide op in een Nederlands-hervormd gezin met acht kinderen. Haar ouders waren Carel Eduard Mercier en Francijntje Fonger. Zij ging naar school tot haar vijftiende. Op haar tweeëntwintigste begon zij een studie voor onderwijzer, maar door ziekte heeft zij deze opleiding niet af kunnen maken.

## Werk
In 1870 publiceerde zij haar eerste artikelen onder het pseudoniem "Stella" in Onze Roeping, Orgaan voor de Nederlandsche Vrouw.
In haar boek Verbonden Schakels, een bundel artikelen die voor het merendeel tussen 1878 en 1888 verschenen in Vragen des Tijds en het Sociaal Weekblad, pleitte Mercier voor een betere opleiding voor vrouwen. Zij vond het ook belangrijk dat mannen en vrouwen samenwerkten om elkaar zo in het maatschappelijk leven aan te vullen. Mercier vond sociaal werk het meest geschikt voor vrouwen omdat daarin "vrouwelijke" eigenschappen als inlevingsvermogen en zorgzaamheid nodig waren. Wetenschap en universitaire studie zag zij als het terrein van mannen.
Mercier was ook voorstandster van vrouwenkiesrecht. Zij vond echter het creëren van onderwijs en werkgelegenheid voor vrouwen belangrijker. Zij verzette zich tegen de Arbeidswet van 1889, die vrouwen uitsloot van bepaalde vormen van gevaarlijk werk, omdat zij vond dat vrouwen en mannen gelijk behandeld moesten worden.
Rond 1880 ontmoette Mercier Arnold Kerdijk, een bekende sociaal-liberaal, met wie zij een leven lang bevriend zou blijven en die van grote invloed was op haar denken. Ondanks haar sociale betrokkenheid zag zij niets in het socialisme en in plaats van revolutionaire omwenteling was zij een voorstander van geleidelijke omvorming van de maatschappij door arbeiders zelfredzaam te maken.
Mercier verdiepte zich in vele sociale kwesties en schreef in Eigen Haard en in het door Kerdijk in 1887 opgerichte Sociaal Weekblad over verschillende onderwerpen als het woningvraagstuk, fabrieksarbeid, socialisme en onderzoek naar inkomen van arbeiders. Behalve uit haar artikelen had zij een inkomen door als vertaler en editor te werken voor De Werkmansbode van het Algemeen Nederlandsch Werklieden Verbond. Bovendien werden zij en haar zuster Elise, met wie zij haar hele leven samenwoonde, financieel gesteund door hun broers.
In 1887 nam zij het initiatief tot oprichting van de eerste volkskeuken in de Amsterdamse Jordaan om de arbeiders van de suikerfabriek van C.H. Spakler een voedzame warme maaltijd te verstrekken tegen een betaalbare prijs. In 1890 volgden een tweede en derde keuken en werd de N.V. Maatschappij voor Volkskeukens opgericht. De volkskeukens waren aanvankelijk een succes, maar later nam het bezoek af en in 1899 werden de keukens gesloten en de Maatschappij opgeheven.
Het uit Engeland afkomstige toynbeewerk streefde naar volksverheffing door de arbeidersklasse in contact te brengen met de hogere klassen en was als zodanig een onderdeel van het zogenoemde beschavingsoffensief. In 1892 werd daartoe in de Jordaan Ons Huis geopend. Mercier was hier betrokken bij de lessen, cursussen, voordrachten en clubs die Ons Huis aanbood en die bestemd waren voor kinderen, vrouwen en mannen. Zij nam deel in het bestuur en drukte haar stempel op de werkwijze en inhoud van de programma's.
Mercier speelde ook een rol in de discussies over het woningvraagstuk die uiteindelijk zouden leiden tot de Woningwet van 1901. Zij schreef een serie artikelen over huisvesting van arbeiders in Eigen Haard, die later gebundeld werden in haar boek Over Arbeiderswoningen. Zij nam ook deel in de oprichting van de Bouwonderneming Jordaan NV in 1896. Door deze onderneming werden in de Jordaan slecht onderhouden panden opgekocht, gesloopt en vervangen door een complex met goede arbeiderswoningen en onder toezicht gesteld van Louise Went. Hoewel Mercier geen zitting nam in het bestuur van de Bouwonderneming bleef zij nauw bij het werk betrokken.
Mercier nam ook deel aan de totstandkoming in 1899 van de Opleidingsinrichting voor Socialen Arbeid, de latere School voor Maatschappelijk Werk. Het initiatief hiervan was uitgegaan van M.G. Muller-Lulofs die was geïnspireerd door het artikel van Mercier 'Op den drempel van het maatschappelijk leven' dat in 1885 in drie delen in Vragen des Tijds was verschenen. Mercier had daarin gepleit voor scholing van vrouwen om zich beter aan sociaal werk te kunnen wijden.
Vanwege haar verdiensten werd Mercier in 1896 ridder in de Orde van Oranje-Nassau.